# Bá quốc Sicilia
Bá quốc Sicilia là một quốc gia của người Norman bao gồm các đảo Sicilia và Malta từ năm 1071 cho đến năm 1130. Bá quốc đã bắt đầu hình thành trong cuộc tái chiếm đảo Sicilia của lực lượng Kitô giáo (1061-1091) từ tay Tiểu vương quốc Hồi giáo, được thành lập từ cuộc chinh phục năm 965. Bá quốc do vậy là một thời kỳ chuyển tiếp trong lịch sử Sicilia. Sau khi quân Hồi giáo đã bị đánh bại và buộc phải thoái lui hoặc sáp nhập vào quân Norman, một giai đoạn tiếp theo của quá trình chuyển đổi đã diễn ra đối với cả bá quốc và người dân Sicilia.
Bá quốc Sicilia do Robert Guiscard lập nên dành cho người em út của ông là Roger Bosso vào năm 1071. Chính Guiscard đã tiếp nhận danh hiệu Công tước Sicilia (Dux Siciliae) vào năm 1059 từ Giáo hoàng Nicholas II như một sự khích lệ nhằm chinh phục hòn đảo thoát khỏi ách thống trị của người Hồi giáo. Năm 1061 cuộc chinh phục lâu dài đầu tiên của người Norman (Messina) đã được thực hiện và năm 1071, sau khi thành Palermo thất thủ, thủ đô của các tiểu vương quốc và thủ đô tương lai của bá quốc, Guiscard đã ban cho Roger danh hiệu bá tước và trao lại cho ông đầy đủ thẩm quyền ở hòn đảo nhằm cứu nguy một nửa thành phố Palermo, Messina và Val Demone mà ông giữ lại cho riêng mình. Roger đã nắm giữ bá quốc khi mà các cuộc chinh phục vẫn chưa được tiến hành dưới thời Guiscard. Tháng 2 năm 1091 cuộc chinh phục Sicilia đã hoàn tất khi cứ điểm cuối cùng trên đảo là Noto thất thủ. Cuộc chinh phục Malta được bắt đầu vào năm sau đó; nó được hoàn thành vào năm 1127 khi chính quyền Ả Rập trên hòn đảo đã bị trục xuất.
Robert Guiscard để lại cho Roger một mối quan hệ không rõ ràng với người kế nhiệm của ông về Công quốc Apulia và Calabria. Trong suốt triều đại của Roger II của Sicilia và William II xứ Apulia, một cuộc xung đột đã nổ ra giữa hai thân vương quốc Norman, những người anh em họ đầu tiên là nhờ bởi Roger và Robert. Thông qua sự trung gian của Giáo hoàng Calistus II và đổi lấy viện trợ chống lại cuộc nổi loạn do Jordan xứ Ariano cầm đầu vào năm 1121, William vì không có con cái nên phải nhượng lại tất cả các vùng lãnh thổ Sicilia của mình cho Roger và chỉ định ông này làm người thừa kế. Khi William qua đời vào năm 1127, Roger đã thừa hưởng công quốc ở đại lục; ba năm sau đó ông cho sáp nhập các lãnh địa của mình để tạo thành Vương quốc Sicilia với sự chấp thuận của Giáo hoàng Anacletus II.

## Bá tước Sicilia
Sicilia đã được Giáo hoàng Nicholas II ban phát trong khoảng thời gian quân Kitô giáo tái chiếm hòn đảo này cho Robert Guiscard như một "công tước" vào năm 1059. Guiscard đã ban nó như một lãnh địa của bá tước cho người em út của ông là Roger Bosso.
| Bá tước            | Chân dung | Sinh                                                                            | Kết hôn                                                                                   | Mất                              |
| ------------------ | --------- | ------------------------------------------------------------------------------- | ----------------------------------------------------------------------------------------- | -------------------------------- |
| Roger I 1071–1101  | Roger I   | 1031 con trai của Tancred xứ Hauteville và Fredisenda                           | Judith xứ Évreux 1061 4 con Eremburga xứ Mortain 1077 8 con Adelaide del Vasto 1087 4 con | 1101 Mileto 80 tuổi              |
| Simon 1101–1105    |           | 1093 con trai của Roger I của Sicilia và Adelaide del Vasto                     | không bao giờ kết hôn                                                                     | 1105 Mileto 12 tuổi              |
| Roger II 1105–1130 | Roger II  | 22 tháng 12, 1095 Mileto con trai của Roger I của Sicilia và Adelaide del Vasto | Elvira xứ Castile 1117 6 con Sibyl xứ Burgundy 1149 2 con Beatrix xứ Rethel 1151 1 con    | 26 tháng 2, 1154 Palermo 59 tuổi |